# Weihnachten neu erleben
Weihnachten neu erleben ist ein multimediales Wohltätigkeits-Weihnachtsereignis aus Karlsruhe. Es wird vom gemeinnützigen Weihnachten neu erleben e.V. veranstaltet.

## Veranstaltung
Seit 2014 findet die Benefizveranstaltung jährlich zu Gunsten von Karlsruher Kinderhilfsprojekten statt. Zwischen Bühne und Leinwand wechselnd, erzählen Schauspieler, Tänzer und Live-Musiker eine ansprechende Geschichte in Anlehnung an Weihnachten. Als Veranstaltungsort diente in den ersten drei Jahren ein Kinosaal im Filmpalast am ZKM. Aufgrund der weiterhin großen Nachfrage an Tickets zog die Veranstaltung in die dm-Arena um. Sie bietet nun in mehreren Shows Platz für insgesamt 80.000 Zuschauer.
Ermöglicht wird das Event durch Sponsoring und Sachspenden regionaler Unternehmen. Jeder der über 700 Darsteller und Helfer des Events arbeitet unbezahlt, wie zum Beispiel bei der professionellen Audio-Technik. Weihnachten neu erleben ist damit eines der größten Charity Weihnachtsevents Deutschlands. Im Jahr 2017 sahen ca. 30.000 Besucher die Show. Dabei wurde ein Spendenerlös von insgesamt knapp über 200.000 Euro für die Kinder und Jugend ARCHE Karlsruhe e.V. gesammelt. Karlsruhes Bürgermeister Martin Lenz hat seit 2017 die Schirmherrschaft für das Event übernommen.
2018 war Weihnachten neu erleben erstmals offizieller Bestandteil der Karlsruher Weihnachtsstadt. Im Weihnachtsprogramm von Baden-TV wird eine Aufzeichnung der Show ausgestrahlt.
Für das Jahr 2020 war ein weiteres Weihnachtsevent in der dm-Arena für diesmal 100.000 Besucher geplant, welches aufgrund der COVID-19-Pandemie nicht stattfinden konnte. Als Ersatz wurde eine „Weihnachtsaktion für Glaube und Hoffnung“ mit dem Namen „24x Weihnachten neu Erleben“ gestartet, an der Gemeinden aus dem gesamten deutschsprachigen Raum und überkonfessionell teilnehmen konnten. Zudem wurde ein Buch unter dem Namen der Aktion veröffentlicht sowie dazu gehörige Video-Impulse mit Johannes Hartl produziert. Die Aktion fand unter der Schirmherrschaft des Bundestagsabgeordneten Volker Kauder statt.
Für den 24. Dezember 2020 wurde zudem ein Weihnachtsevent im Messegelände Karlsruhe produziert, welches am Heiligabend ausgestrahlt werden soll. Moderiert wird die Show von Influencerin Lisa (Lisa und Lena) mit Impulsen von Bischöfin Dorothea Greiner, Bischof Stefan Oster und Pastor Steffen Beck. Beteiligt sind unter anderem auch Schauspieler Samuel Koch sowie die Bands Good Weather Forecast und O’Bros.
Für das Jahr 2021 war erneut ein großes Weihnachtsevent mit bis zu 100.000 Besuchern geplant. Dieses fand auch statt, allerdings wurde die Besucherzahl aufgrund einer angepassten Corona-Verordnung wenige Wochen vor der Aufführung auf 750 Besucher pro Show begrenzt. Die Veranstaltung wurde auf YouTube, Bibel TV, Baden-TV und auf RTLup ausgestrahlt.
2023 wurde das bisher größte Weihnachtsevent durchgeführt. 500 Mitwirkende auf der Bühne und 1500 Mitarbeiter hinter der Bühne und auf dem großen Weihnachtsmarkt begeisterten 67.000 Besucher. In die 60 Meter breite Bühne wurde ein echtes 8 Meter hohes Kettenkarussell integriert und auch mit vielen anderen Effekten wurde nicht gespart. Nach wie vor wird die Wohltätigkeitsveranstaltung von Ehrenamtlichen durchgeführt und das Publikum spendet für Kinderhilfsprojekte. 2023 konnten auf diese Weise 400.000 Euro an 3 Karlsruher Kinderprojekte weitergegeben werden!

## Veranstaltungsübersicht
- 2014: Weihnachten neu erleben - Coming Home (Filmpalast am ZKM, 2.300 Besucher)
- 2015: Weihnachten neu erleben - Silent Night (Filmpalast am ZKM, 6.300 Besucher)
- 2016: Weihnachten neu erleben - A Star is Born (Filmpalast am ZKM, 20 Vorstellungen, 11.000 Besucher)[14][15]
- 2017: Weihnachten neu erleben - Der Wundersame Weihnachtsbus (dm-Arena, 6 Vorstellungen, ca. 30.000 Besucher)
- 2018: Weihnachten neu erleben - There is a Place (dm-Arena, 8 Vorstellungen, ca. 50.000 Besucher)
- 2020: 24x Weihnachten neu erleben (vorproduzierte Show für Online-Stream am 24. Dezember 2020)[16]
- 2021: Weihnachten neu erleben - Lights Will Guide You Home (dm-Arena, 10 Vorstellungen, 7.500 Besucher aufgrund der Corona-Regeln des Landes Baden-Württemberg)
- 2023: Weihnachten neu erleben - Doors Wide Open (dm-Arena, 9 Vorstellungen, 67.000 Besucher)